# Wilhelm Haferkamp
Wilhelm Haferkamp (ur. 1 lipca 1929 w Duisburgu, zm. 17 stycznia 1995 w Brukseli) – niemiecki działacz związkowy i polityk, w latach 1967–1985 członek i wiceprzewodniczący Komisji Europejskiej.

## Życiorys
Po ukończeniu szkoły średniej od 1942 służył w wojsku, następnie od 1946 do 1949 studiował ekonomię i nauki społeczne na Uniwersytecie Kolońskim. Krótko pracował jako nauczyciel w gimnazjum, od 1950 do 1955 był członkiem rady nadawcy Westdeutscher Rundfunk. Został etatowym działaczem związku zawodowego Gewerkschaft Handel, Banken und Versicherungen, działającego w ramach DGB. Od 1957 do 1962 kierował strukturami GHBV w landzie, następnie do 1967 stał na czele departamentu polityki ekonomicznej w ramach krajowego zarządu DGB. W latach 1962–1966 i w 1967 sprawował mandat posła do landtagu Nadrenii Północnej-Westfalii z ramienia Socjaldemokratycznej Partii Niemiec. Od 1963 do 1965 był członkiem komisji konsultacyjnej Europejskiej Wspólnoty Węgla i Stali oraz Europejskiego Komitetu Ekonomiczno-Społecznego.
Od 1967 do 1985 pozostawał członkiem sześciu kolejnych Komisji Europejskich, od 1970 sprawował funkcję wiceprzewodniczącego. Odpowiadał w nich za energię (1967–1973), rynek wewnętrzny i handel oraz Euratom (1970–1973), sprawy ekonomiczne, finansowe, kredyty i inwestycje (1973–1977), stosunki zewnętrzne (1977–1985) oraz kwestie nuklearne (1981–1985). Po 1985 pracował w Brukseli jako lobbysta miast hanzeatyckich.

## Odznaczenia
Odznaczony m.in. Krzyżem Wielkim I Klasy Odznaki Honorowej za Zasługi dla Republiki Austrii (1984) oraz Wielkim Krzyżem Zasługi z Gwiazdą i Wstęgą Orderu Zasługi Republiki Federalnej Niemiec (1986).